# Hans Wilhelm Hupp
Hans Wilhelm Hupp (* 28. Juni 1896 in Düsseldorf; † Oktober 1943 ebenda) war ein deutscher Kunsthistoriker, Autor und Kurator. Von 1933 bis 1943 leitete er das Kunstmuseum der Stadt Düsseldorf.

## Leben
Nach Militärdienst im Ersten Weltkrieg studierte Hupp an den Universitäten Berlin, Würzburg und Bonn. Bei Paul Clemen in Bonn promovierte er 1919 mit der Dissertation Entwicklungsgeschichte der Kunst Karl Friedrich Lessings zum Dr. phil. 1922 veröffentlichte er sie unter dem Titel Karl Friedrich Lessing, ein Übergangsmeister der Düsseldorfer Schule von der Romantik zum Realismus. Bereits 1916 war er durch den Beitrag Zum Problem des modernen Kirchenbaues, im besonderen des katholischen in der Kulturzeitschrift Die Rheinlande in Erscheinung getreten. Darin hatte er sich für eine Überwindung des „Sakralstils“ und eine zeitgemäße Erneuerung der Kirchenarchitektur ausgesprochen. Studienreisen führten ihn in verschiedene westeuropäische Länder.
1925 trat er zunächst als Volontär, dann als wissenschaftlicher Mitarbeiter in die Dienste des Wallraf-Richartz-Museums in Köln. Gemeinsam mit Otto H. Förster verfasste er 1927 ein Inventar des Museums und einen Wegweiser durch seine Gemäldegalerie. Als 1928 dort die Stelle des Direktors der Galerie des 17. bis 20. Jahrhundert vakant war, übte er sie interimistisch aus. 1929 war er beim Kölnischen Stadtmuseum tätig. 1930 kam er nach Düsseldorf, um für den Verein zur Wahrung der gemeinsamen wirtschaftlichen Interessen in Rheinland und Westfalen zu arbeiten. In dieser Zeit betreute er im heutigen NRW-Forum Düsseldorf das Reichsmuseum für Gesellschafts- und Wirtschaftskunde. Zum 1. März 1934 übernahm Hupp als Nachfolger von Karl Koetschau, der ihn schon sehr früh protegiert und nach Köln vermittelt hatte, vollamtlich das Direktorat des Kunstmuseums Düsseldorf. Bereits seit 1933 hatte er die dortige Leitung kommissarisch inne und versuchte den Düsseldorfer Kulturdezernenten Horst Ebel für den Erwerb der bedeutenden Kunstsammlung von Wilhelm Adolf von Carstanjen (1825–1900) zu interessieren.
Als Düsseldorfer Museumsleiter eröffnete er am 17. Juli 1935 die Galerie der Neuzeit, eine Zusammenfassung von Bildern und Plastiken des 20. Jahrhunderts, an deren Konzept er seit 1934 gearbeitet hatte. Auf Druck der Nationalsozialisten musste diese Ausstellung, deren Ort sie als „Schreckenskammer der Kunst“ diffamierten, bereits einen Tag nach ihrer Eröffnung geschlossen werden. Im Sommer 1935 beschloss der Düsseldorfer Oberbürgermeister Hans Wagenführ, die Sammlung ganz auf regionale Kunst auszurichten. Die „Galerie der Neuzeit“ war damit de facto am Ende, ab 1937 hieß sie offiziell „Rheinisch-westfälische Galerie“. 1935 wurden die ersten modernen Werke abgegeben: Im September tauschte man ein Gemälde Paul Klees gegen eine Zeichnung Wilhelm Leibls. Auch Werke von Künstlern wie Emil Nolde, Max Pechstein oder Otto Dix wurden verkauft. Es folgte die Beschlagnahmeaktion „Entartete Kunst“. Damit war die „Galerie der Neuzeit“ 1937 praktisch aufgelöst. 112 Gemälde, elf Skulpturen und 929 Arbeiten auf Papier gingen durch diese Aktionen verloren.

## Schriften
- Zum Problem des modernen Kirchenbaus, im besonderen des katholischen. In: Die Rheinlande, Jahrgang 1916, Heft 9, S. 312 ff. (Digitalisat).
- Entwicklungsgeschichte der Kunst Karl Friedrich Lessings. Dissertation (Maschinenschrift), Bonn 1919.
- Große Kunstausstellung Düsseldorf 1920. In: Die Kunst, Heft 23/24, 1920, S. 431 f. (Digitalisat).
- Karl Friedrich Lessing, ein Übergangsmeister der Düsseldorfer Schule von der Romantik zum Realismus. Bonn 1922.
- Die Belagerung von C. F. Lessing. In: Pempelfort. Sammlung kleiner Düsseldorfer Kunstschriften, Heft 3, Schwann, Düsseldorf 1925.
- Vlämische und holländische Landschaftsmalerei im Wallraf-Richartz-Museum. Kölner Verlagsanstalt, Köln 1927.
- mit Otto H. Förster: Vergessene Bilder des Wallraf-Richartz-Museums. Kölner Verlagsanstalt, Köln 1928.
- Das Argusbild des Peter Paul Rubens in der Kölner Galerie. In: Paul Clemen (Hrsg.), Walter Cohen, Kurt Karl Eberlein, Gustav Lomnitz (Redaktion): Karl Koetschau – von seinen Freunden und Verehrern zum 60. Geburtstag am 27. März 1928. Düsseldorf 1928, S. 118 ff.
- Düsseldorf: Ausstellung alter Kunst aus Rheinisch-Westfälischem Privatbesitz. In: Pantheon, Heft 1/2, 1928, S. 106 f.
- Jubiläumsausstellung des Kunstvereins für die Rheinlande und Westfalen. Alte Malerei aus Privatbesitz. In: Pantheon, Heft 3/4, 1929, S. 339 f.
- Ausstellung der Sammlung Wolff-Ebenrod im Barmer Kunstverein. In: Pantheon, Heft 3/4, 1929, S. 382 ff.
- Museumsberichte. Kunstsammlungen der Stadt Düsseldorf. In: Wallraf-Richartz-Jahrbuch, 1936, S. 245 ff.
- mit Horst Ebel (Kulturdezernent der Stadt Düsseldorf): Drei Jahre Museumsarbeit in Düsseldorf. 1934–1936. Bagel, Düsseldorf 1937.
- Ein unbekanntes Frühwerk von Cornelius. In: Wallraf-Richartz-Jahrbuch, 1938, S. 254 ff.
- Museumsberichte vom 1. April 1938 bis 31. März 1939. Kunstsammlungen der Stadt Düsseldorf. In: Wallraf-Richartz-Jahrbuch, 1939, S. 304 ff.
- Holländische Landschaftsmalerei im Wallraf-Richartz-Museum. Prestel, Köln 1940.